# 고카이촌 (이바라키현 유키군)
고카이촌(蚕飼村)은 이바라키현 도요다군·유키군에 속했던 촌이다.

## 지리
- 현재 시모쓰마시 남부, 옛 지요키와촌의 동부에 위치한다.

## 역사
- 1889년 4월 1일 - 정촌제 시행에 의해 도요다군 고카이촌이 성립하였다.
- 1896년 4월 1일 - 유키군이 성립하여 고카이촌은 유키군에 속하게 되었다.
- 1955년 1월 1일 - 소도촌, 오가타촌과 합병해 지요카와촌이 성립하여, 동일 고카이촌은 폐지되었다.

## 인구
| 1891년 | 1,276 |
| 1920년 | 1,290 |
| 1935년 | 1,360 |
| 1950년 | 1,611 |
| 1953년 | 1,569 |

## 참고문헌
- 角川日本地名大辞典編纂委員会『가도카와 일본 지명 대사전 8 茨城県』、가도카와 쇼텐、1983年 ISBN 4040010809
- 日本加除出版株式会社編集部『全国市町村名変遷総覧』、日本加除出版、2006年、ISBN 4817813180